# Namco x Capcom
Namco × Capcom (ナムコ クロス カプコン, Namuko Kurosu Kapukon) est un Tactical RPG développé par Monolith Soft, incluant les personnages des jeux appartenant à Namco et Capcom.

## Histoire
Arisu Reiji et Xiaomu (deux personnages originaux créés spécialement pour le jeu) travaillent dans une unité spéciale portant le nom de Shinra et leurs missions touchent au paranormal. Leur mission pour cette fois est d'enquêter sur une étrange "maladie du sommeil" dans la région de Shibuya au Japon. Mais, il semble que quelque chose de bien plus grave se trame. Des personnages, bons ou mauvais, d'autres époques et d'autres mondes commencent à apparaître.

## Liste des personnages
Voici la liste des différents personnages importants faisant une apparition dans Namco x Capcom.
| Nom                            | Première apparition                          | Année | Compagnie | Rôle          | Voix                |
| ------------------------------ | -------------------------------------------- | ----- | --------- | ------------- | ------------------- |
| Amazona                        | Wonder Momo                                  | 1987  | Namco     | Ennemi        | Kumiko Watanabe     |
| Arisu Reiji                    | Original                                     | 2005  | Namco     | Allié         | Kazuhiko Inoue      |
| Armor King                     | Tekken                                       | 1994  | Namco     | Les deux      | Pas de voix         |
| Arthur                         | Ghosts'n Goblins                             | 1985  | Capcom    | Allié         | Fumihiko Tachiki    |
| Astaroth                       | Ghosts'n Goblins                             | 1985  | Capcom    | Ennemi        | Hideaki Nonaka      |
| Black Bravoman                 | Bravoman                                     | 1988  | Namco     | Ennemi        | Tomokazu Seki       |
| Bravoman                       | Bravoman                                     | 1988  | Namco     | Allié         | Tetsu Inada         |
| Bruce McGivern                 | Resident Evil: Dead Aim                      | 2003  | Capcom    | Allié         | Hiroaki Hirata      |
| Cammy White                    | Super Street Fighter II: The New Challengers | 1993  | Capcom    | Les deux      | Akiko Komoto        |
| Captain Commando               | Captain Commando                             | 1991  | Capcom    | Allié         | Ryotaro Okiayu      |
| Charade                        | SoulCalibur II                               | 2002  | Namco     | Ennemi        | Pas de voix         |
| Chun-Li                        | Street Fighter II: The World Warrior         | 1991  | Capcom    | Allié         | Atsuko Tanaka       |
| Demitri Maximoff               | Darkstalkers                                 | 1994  | Capcom    | Allié         | Nobuyuki Hiyama     |
| Devil Kazuya                   | Tekken 2                                     | 1996  | Namco     | Ennemi        | Masanori Shinohara  |
| Druaga                         | Tower of Druaga                              | 1984  | Namco     | Ennemi        |                     |
| Evil Ryu                       | Street Fighter Alpha 2                       | 1996  | Capcom    | Ennemi        | Toshiyuki Morikawa  |
| Felicia                        | Darkstalkers                                 | 1994  | Capcom    | Allié         | Kae Araki           |
| Fong Ling                      | Resident Evil: Dead Aim                      | 2003  | Capcom    | Allié         | Kae Araki           |
| Gilgamesh                      | Tower of Druaga                              | 1984  | Namco     | Allié         | Akira Ishida        |
| Gouki (Akuma)                  | Super Street Fighter II Turbo                | 1994  | Capcom    | Ennemi        | Tomomichi Nishimura |
| Maître Meio                    | Strider                                      | 1989  | Capcom    | Ennemi        | Tetsuo Mizutori     |
| Guntz                          | Klonoa Heroes: Legend of the Star Medal      | 2002  | Namco     | Allié         | Takahiro Sakurai    |
| Guy                            | Final Fight                                  | 1989  | Capcom    | Allié         | Tetsuya Iwanaga     |
| Heihachi Mishima               | Tekken                                       | 1994  | Namco     | Allié         | Daisuke Gōri        |
| Hideo Shimazu                  | Rival Schools                                | 1998  | Capcom    | Allié         | Tetsuo Mizutori     |
| Hiromi Tengenji                | Burning Force                                | 1989  | Namco     | Allié         | Chisa Yokoyama      |
| Hoover (Baby Head)             | Captain Commando                             | 1991  | Capcom    | Allié         | Yuko Sasamoto       |
| Janga                          | Klonoa Heroes: Legend of the Star Medal      | 2002  | Namco     | Ennemi        | Nobuyuki Hiyama     |
| Jennety (Mack the Knife)       | Captain Commando                             | 1991  | Capcom    | Allié         | Pas de voix         |
| Jin Kazama                     | Tekken 3                                     | 1997  | Namco     | Allié         | Isshin Chiba        |
| Joka                           | Klonoa: Door to Phantomile                   | 1997  | Namco     | Ennemi        | Toshio Furukawa     |
| Judas (Leon Magnus)            | Tales of Destiny 2                           | 2002  | Namco     | Les deux      | Hikaru Midorikawa   |
| Juli                           | Street Fighter Alpha 3                       | 1998  | Capcom    | Ennemi        | Akiko Kōmoto        |
| Juni                           | Street Fighter Alpha 3                       | 1998  | Capcom    | Ennemi        | Akiko Kōmoto        |
| Karin Kanzuki                  | Street Fighter Alpha 3                       | 1998  | Capcom    | Allié         | Miho Yamada         |
| Ken Masters                    | Street Fighter                               | 1987  | Capcom    | Allié         | Tetsuya Iwanaga     |
| King II                        | Tekken                                       | 1994  | Namco     | Allié         | Pas de voix         |
| Klino Xandra                   | Valkyrie no Densetsu                         | 1989  | Namco     | Allié         | Yuuji Ueda          |
| Klonoa                         | Klonoa: Door to Phantomile                   | 1997  | Namco     | Allié         | Kumiko Watanabe     |
| Kobun (Servbot)                | Mega Man Legends                             | 1997  | Capcom    | Allié         | Chisa Yokoyama      |
| KOS-MOS                        | Xenosaga                                     | 2002  | Namco     | Allié         | Mariko Suzuki       |
| Ki (prononcé "Kai")            | Tower of Druaga                              | 1984  | Namco     | Allié         | Rie Tanaka          |
| Kyoko Minazuki                 | Rival Schools: United By Fate                | 1998  | Capcom    | Allié         | Kotono Mitsuishi    |
| Lei-Lei (Hsien-Ko)             | Night Warriors: Darkstalkers Revenge         | 1995  | Capcom    | Allié         | Michiko Neya        |
| Lilith Aensland                | Darkstalkers 3                               | 1997  | Capcom    | Les deux      | Yuka Imai           |
| Lolo                           | Klonoa 2: Lunatea's Veil                     | 2001  | Namco     | PNJ allié     | Pas de voix         |
| Masuyo Tobi                    | Baraduke                                     | 1985  | Namco     | Allié         | Yuko Mizutani       |
| Minamoto no Yoshitsune         | Genpei Tōma Den                              | 1986  | Namco     | Ennemi        | Isshin Chiba        |
| Mitsurugi Heishiro             | Soul Blade                                   | 1995  | Namco     | Allié         | Toshiyuki Morikawa  |
| Mike Haggar                    | Final Fight                                  | 1989  | Capcom    | Allié         | Tesshō Genda        |
| Mokujin                        | Tekken 3                                     | 1997  | Namco     | PNJ allié     | Pas de voix         |
| MOMO                           | Xenosaga                                     | 2002  | Namco     | Allié         | Rumi Shishido       |
| Morrigan Aensland              | Darkstalkers                                 | 1994  | Capcom    | Allié         | Yayoi Jinguji       |
| Phobos (Huitzil)               | Darkstalkers                                 | 1994  | Capcom    | Ennemi        |                     |
| Pooka                          | Dig Dug                                      | 1982  | Namco     | Ennemi        |                     |
| Prototype Jack                 | Tekken                                       | 1994  | Namco     | Ennemi        |                     |
| Q-Bee                          | Darkstalkers 3                               | 1997  | Capcom    | Ennemi        |                     |
| Red Arremer                    | Ghosts'n Goblins                             | 1985  | Capcom    | Ennemi        | Kenichi Mochizuki   |
| Red Arremer King               | Ghouls'n Ghosts                              | 1988  | Capcom    | Ennemi        | Kenichi Mochizuki   |
| Red Arremer Joker              | Super Ghouls'n Ghosts (GBA)                  | 2002  | Capcom    | Ennemi        | Takahiro Sakurai    |
| Regina                         | Dino Crisis                                  | 1999  | Capcom    | Allié         | Atsuko Tanaka       |
| Rock Trigger (MegaMan Trigger) | Mega Man Legends                             | 1997  | Capcom    | Allié         | Mayumi Tanaka       |
| Roll Caskett                   | Mega Man Legends                             | 1997  | Capcom    | Allié         | Keiko Yokozawa      |
| RockMan Juno (MegaMan Juno)    | Mega Man Legends                             | 1997  | Capcom    | Ennemi        | Akira Ishida        |
| Rose                           | Street Fighter Alpha: Warriors' Dreams       | 1995  | Capcom    | Les deux      | Michiko Neya        |
| Rutee Kartret (Rutee Katrea)   | Tales of Destiny                             | 1997  | Namco     | Allié         | Yuka Imai           |
| Ryu                            | Street Fighter                               | 1987  | Capcom    | Allié         | Toshiyuki Morikawa  |
| Sabine                         | Valkyrie no Densetsu                         | 1989  | Namco     | Allié         | Ayako Kawasumi      |
| Saito Musashibo Benkei         | Genpei Tōma Den                              | 1986  | Namco     | Ennemi        | Daisuke Gōri        |
| Sakura Kasugano                | Street Fighter Alpha 2                       | 1996  | Capcom    | Allié         | Yuko Sasamoto       |
| Saya                           | Original                                     | 2005  | Namco     | Ennemi        | Mizutani Yuuko      |
| Shion Uzuki                    | Xenosaga                                     | 2002  | Namco     | Allié         | Ai Maeda            |
| Sho (Ginzu le Ninja)           | Captain Commando                             | 1991  | Capcom    | Allié         | Hideyuki Hori       |
| Stahn Aileron                  | Tales of Destiny                             | 1997  | Namco     | Allié         | Tomokazu Seki       |
| Sylphie                        | Forgotten Worlds                             | 1988  | Capcom    | Vendeur/Allié | Rie Tanaka          |
| Strider Hiryu                  | Strider                                      | 1989  | Capcom    | Allié         | Kōsuke Toriumi      |
| Strider Hien                   | Strider 2                                    | 1999  | Capcom    | Ennemi        | Kōsuke Toriumi      |
| Taira no Kagekiyo              | Genpei Tōma Den                              | 1986  | Namco     | Allié         | Ryotaro Okiayu      |
| Taizo Hori                     | Dig Dug                                      | 1982  | Namco     | Allié         | Toshio Furukawa     |
| Taki                           | Soul Blade                                   | 1995  | Namco     | Allié         | Fujiko Takimoto     |
| Tarosuke                       | Yōkai Dōchūki                                | 1987  | Namco     | Allié         | Fujiko Takimoto     |
| Toshin (Ogre)                  | Tekken 3                                     | 1997  | Namco     | Ennemi        |                     |
| Tron Bonne                     | Mega Man Legends                             | 1997  | Capcom    | Allié         | Mayumi Iizuka       |
| Unknown Soldier 1P             | Forgotten Worlds                             | 1988  | Capcom    | Allié         | Akio Otsuka         |
| Unknown Soldier 2P             | Forgotten Worlds                             | 1988  | Capcom    | Allié         | Tesshō Genda        |
| Valkyrie                       | Valkyrie no Densetsu                         | 1989  | Namco     | Allié         | Kikuko Inoue        |
| Vega (M. Bison)                | Street Fighter II: The World Warrior         | 1991  | Capcom    | Ennemi        | Tomomichi Nishimura |
| Waya Hime                      | Bravoman                                     | 1988  | Namco     | Les deux      | Mariko Suzuki       |
| Wonder Momo                    | Wonder Momo                                  | 1987  | Namco     | Allié         | Ayako Kawasumi      |
| Xiaomu                         | Original                                     | 2005  | Namco     | Allié         | Minami Omi          |
| Zabel Zarock (Lord Raptor)     | Darkstalkers                                 | 1997  | Capcom    | Ennemi        | Yuuji Ueda          |
| Zule                           | Valkyrie no Densetsu                         | 1989  | Namco     | Vendeur       | Kenichi Mochizuki   |

## Équipe de développement
- Directeur : Soichiro Morizumi
- Producteur : Koji Ishitani
- Illustration (personnages) : Takuji Kawano
- Animation (introduction) : Production I.G
- Thèmes musicaux (introduction et fin) : Yuzo Koshiro